# Real Madrid Club de Fútbol (futebol feminino)
O Real Madrid Club de Fútbol, comumente referido como Real Madrid, é um clube de futebol feminino profissional espanhol sediado em Madrid. Compete na Liga F, a principal competição do sistema de ligas de futebol feminino da Espanha.

## História
Foi fundado originalmente em 2014 como CD TACON, clube que disputou a Liga F desde 2019. O CD TACON foi posteriormente fundido ao Real Madrid Club de Fútbol em 1 de julho de 2020.

### Primeiros anos
O clube foi criado após uma votação entre seus associados que terminaria com 90,6% de apoio (810 votos a favor, 44 contra e 40 abstenções).
Sua estreia com as cores e escudo do Real Madrid, porém ainda com o nome de TACON, foi em uma derrota de 9 a 1 contra o Barcelona. Já seu primeiro jogo oficialmente como Real Madrid foi novamente em uma derrota para o Barcelona, desta vez pelo placar de 4 a 0, em partida válida pela Liga F. Seu primeiro ponto veio na rodada seguinte em um empate contra o Villarreal pelo placar de 1 a 1. A primeira vitória se deu num jogo contra o Rayo Vallecano, por 3 a 1, esta vitória marcou o começo de uma série de oito jogos em que o Real Madrid saiu vitorioso e fizeram o time saltar da décima-segunda posição para a segunda, e consequentemente assegurar um lugar na Liga dos Campeões da UEFA.

### Estreia na Liga dos Campeões
O Real Madrid teve como seu primeiro jogo em competições europeias na temporada 2021–2022 da Liga dos Campeões, uma vitória por 2 a 1 no placar agregado diante das inglesas do Manchester City pela fase preliminar da competição.
No ano seguinte, as Merengues estrearam com derrota contra o Levante, e venceram por 1 a 0 o jogo de volta contra o Manchester City, consequentemente garantindo um lugar na fase de grupos da Liga dos Campeões, com gol de Claudia Zornoza. No sorteio, o clube madrilenho ficou no Grupo B, junto ao Paris Saint-Germain, Ungmennafélagið Breiðablik e Zhenskiy Futbol'nyy Klub Khar'kov.
Apesar do resultado positivo, as Blancas tiveram um começo de temporada decepcionante, com as lesões de Kosovare Asllani e Marta Cardona, a saída de Sofia Jakobsson, que não teve seu contrato renovado, além da falta de meio-campistas, fatores que levaram o clube a passar por sua primeira crise, que deixaria o time na zona de rebaixamento. O trabalho do treinador David Aznar começou a ser questionado pela torcida, porém ainda contava com a confiança de alguns dirigentes Merengues, que decidem mantê-lo no cargo, o Real Madrid é derrotado na Liga F pelo Athletic de Bilbao e vence as ucranianas do Zhenskiy Futbol'nyy Klub Khar'kov pela Liga dos Campeões, mas mesmo assim Aznar seguiu tendo seu trabalho contestado.
A vitória sobre a equipe ucraniana deu uma leve melhora no time, mas não foi suficiente para estabilizá-lo, e as Blancas sofreram duas derrotas contra o PSG pela Liga dos Campeões, e o Alavés pela Liga F, que culminaram na demissão de David Aznar e na contratação de Alberto Toril como novo treinador.
O Real Madrid terminou como segundo colocado na fase de grupos da Liga dos Campeões, porém foi eliminado pelo Barcelona nas quartas-de-final, a equipe blaugrana foi também responsável pela eliminação das Merengues da Copa da Rainha e da Supercopa da Espanha. Na Liga F, o Real Madrid conseguiu se recompor e se classificou para a Liga dos Campeões na última rodada.

## Elenco atual
Última atualização: 16 de agosto de 2025.